# Eugen Ray
Eugen Ray (ur. 26 lipca 1957 w Gebstedt, zm. 18 stycznia 1986 w Lipsku) – niemiecki lekkoatleta, sprinter, dwukrotny wicemistrz Europy z 1978. W czasie swojej kariery reprezentował Niemiecką Republikę Demokratyczną.
Zwyciężył w biegu na 100 metrów i w sztafecie 4 × 100 metrów w finale pucharu Europy w 1977 w Helsinkach, a w zawodach pucharu świata w 1977 w Düsseldorfie zajął 2. miejsce zarówno w biegu na 100 metrów, jak i w sztafecie 4 × 100 metrów, a także 4. miejsce w biegu na 200 metrów. 
Zdobył srebrne medale w biegu na 100 metrów (przegrał z Pietro Menneą z Włoch, a wyprzedził Wołodymyra Ihnatenko ze Związku Radzieckiego) oraz w sztafecie 4 × 100 metrów (która biegła w składzie: Manfred Kokot, Ray, Olaf Prenzler i Alexander Thieme) na mistrzostwach Europy w 1978 w Pradze. Zajął 5. miejsce w sztafecie 4 × 100 metrów (w składzie: Sören Schlegel, Ray, Bernhard Hoff i Thomas Munkelt) na igrzyskach olimpijskich w 1980 w Moskwie, a w biegu na 100 metrów odpadł w półfinale.
Był mistrzem NRD w biegu na 100 metrów w 1977, 1978 i 1980. W hali był mistrzem NRD w 1976 w biegu na 100 metrów, w 1978 w biegu na 60 metrów i biegu na 100 jardów oraz wicemistrzem w 1976 w biegu na 50 metrów.
Trzykrotnie poprawiał rekord NRD w biegu na 100 metrów do wyniku 10,12 s (13 sierpnia 1977 w Helsinkach), raz w biegu na 200 metrów czasem 20,37 s (7 sierpnia 1977 w Dreźnie) i raz w sztafecie 4 × 100 metrów rezultatem 38,57 s (3 września 1977 w Düsseldorfie). Były to również najlepsze wyniki w jego karierze.
Pracował w Volkspolizei. Zginął w wypadku drogowym podczas zderzenia z innym samochodem, gdy jechał wezwany do innego wypadku. 
Jego żona Marlies Kanthak była znaną sportsmenką, specjalistką strzelectwa sportowego, mistrzynią świata w tej dyscyplinie i olimpijką.